# 78 Pułk Piechoty (LWP)
78 pułk piechoty (78 pp) – oddział piechoty ludowego Wojska Polskiego.
Pułk został sformowany w 1951 w składzie 29 Dywizji Piechoty. Stacjonował w garnizonie Szczakowa w koszarach przy ulicy Koszarowej. W 1955 jednostka została rozformowana, a jej miejsce zajął 64 batalion saperów.

## Skład organizacyjny
dowództwo i sztab
- 2 bataliony piechoty
- artyleria pułkowa
  - dwie baterie armat 76 mm
  - bateria moździerzy
- pułkowa szkoła podoficerska
- kompanie: łączności, gospodarcza
- pluton saperów

Stan etatowy wynosił1234 żołnierzy